# Cyathea pinnula
Cyathea pinnula är en ormbunkeart som först beskrevs av Christ, och fick sitt nu gällande namn av Robbin C. Moran. Cyathea pinnula ingår i släktet Cyathea och familjen Cyatheaceae. Inga underarter finns listade.